# フローズン・ビーチ
『フローズン・ビーチ』は、ケラリーノ・サンドロヴィッチ（KERA）の戯曲。1幕3場。1998年8月15日にナイロン100℃によって、「NYLON100℃ 15th SESSION」としてケラリーノ自身の演出で新宿紀伊國屋ホールにて初演、白水社より1999年4月1日に刊行された。2002年に同劇団により再演された。第43回岸田國士戯曲賞受賞作。「シリアス・コメディーの代表作」と銘打ち、5人の女性たちの間に起こるある事件とその8年後、16年後の出来事を描いている。
テーマソングは「フニクリ・フニクラ」。また上演では全編に亘ってジャンゴ・ラインハルトの楽曲が使用されている。タイトル『フローズン・ビーチ』はP-MODELの同名曲より、当時無断で拝借された。

## あらすじ
1987年、カリブ海と大西洋のあいだにある島（リゾート地。島の名前は出てこないが、現地語はポルトガル語）に建てられた別荘の、3階にあるリビングが舞台になる。別荘の持ち主は、双子の姉妹である愛と萠の父親・梅蔵で、千津とそのエキセントリックな友人・市子は、愛に招かれてここに滞在している。千津と愛は同性愛の恋人同士だが、実は千津のほうに愛に対する憎しみが募っており、市子と共謀して彼女をベランダから突き落としてしまう。ところが、彼女はベランダの向こうにぶら下がって間一髪助かっていた。
一方、双子の姉妹の義理の母で盲目の咲恵は、萌と二人きりでいる間に彼女といさかいを起こすが、体の弱かった萌はそのさなかにあっさり死んでしまう。咲恵はベッドルームに萌の死体を運ぶ。これによって咲恵と、死体を愛のものと勘違いした千津、市子との間で滑稽な行き違いが起こる。結局、萌は心臓麻痺であったことが判明するが、千津と市子は真相を知らないまま日本に発ってしまう。
第二場は、8年後の同日、同じ場所が舞台になる。愛と咲恵は仲良くやっており、千津と市子もやってきている。しかし千津は3年間の間自分が殺人犯だと思い込まされていた恨みから、再び市子と共謀し、愛と咲恵に毒を盛る。実際には死に至るほどの毒ではなかったのだが、愛は解毒剤を求めて千津を刺してしまう。毒殺が一種の狂言であったことを市子に知らされて愛は後悔するが、切断された指がひとりでに動き出す妙なシーンのあと、千津は一命を取り留める。第三場は、さらに8年後、水没しかかっている同じ場所に集まった4人のやりとりが描かれる。

## 登場人物
（登場順）
- 千津:愛の幼馴染。市子の高校時代の同級生。
- 市子:千津の高校時代の同級生。
- 愛:この別荘の持ち主梅蔵の娘。萌の双子の妹。千津の幼馴染。
- 萌:この別荘の持ち主梅蔵の娘。愛の双子の姉。
- 咲江:この別荘の持ち主梅蔵の後妻。

## 書誌情報
- フローズン・ビーチ（1999年4月1日、白水社、ISBN 978-4-560-03525-2）

## 上演

### ナイロン100℃ 上演版
「NYLON100℃ 15th SESSION」として新宿・紀伊国屋ホールにて1998年8月15日から8月25日まで全12公演で上演。「ナイロン100℃ 23rd SESSION」として、新宿・紀伊国屋ホールほか全国7都市にて2002年7月12日から8月30日に再演。演出はケラリーノ・サンドロヴィッチ。
上演日程
1998年初演
- 8月15日 - 25日（新宿・紀伊国屋ホール）

2002年再演
- 7月12日 - 28日（新宿・紀伊国屋ホール）
- 8月2日 - 4日（近鉄小劇場）
- 8月9日（栗東芸術文化会館さきら）
- 8月14日 - 15日（仙台市青年文化センター）
- 8月18日（大分・コンパルホール）
- 8月24日（新潟・りゅーとぴあ）
- 8月28日（つくばカピオホール）
- 8月30日（東京・パルテノン多摩小ホール）

#### キャスト（1998年初演・2002年再演 共通）
- 犬山犬子 … 市子
- 峯村リエ … 千津
- 松永玲子 … 愛、萠（2役）
- 今江冬子 … 咲恵

#### スタッフ（2002年再演時）
- 福澤諭志 … 舞台監督
- 加藤ちか … 舞台美術
- 関口裕二 … 照明
- 水越佳一 … 音響
- 久保奈緒美 … スタイリスト
- 上田大樹 … 映像
- 瀬戸あずさ … 照明オペレーター
- 茶木陽子 … 音響オペレーター
- 山田美紀 … 演出助手
- 三宅弘城 … 殺陣
- 花澤理恵 … 制作

### 柿食う客 上演版
2012年8月11日、夏フェス『音霊 OTODAMA SEA STUDIO』で上演、演出は中屋敷法仁。

### トライアングルCプロジェクト 上演版
2014年上演。演出家は高羽彩、企画・製作はトライアングルCプロジェクト。
上演日程
- 1月23日 - 26日（KAAT神奈川芸術劇場）
- 3月10日 - 19日（CBGKシブゲキ!!）
- その他全国巡演
  - 2月1日 - 3月8日（所沢市民文化センター・つくばカピオホール・北國新聞赤羽ホール・兵庫県立芸術文化センター阪急・札幌市民ホール・湘南台文化センター・津山文化センター）

#### キャスト
- 石田えり … 市子[2]
- 松田美由紀 … 千津[2]
- 渡辺真起子 … 愛、萠（2役）[2]
- 山口美也子 … 咲恵[2]

### KERA CROSS 上演版
2019年、KERA戯曲作品を、他の演出家の手で舞台化する「KERA CROSS」（東宝・キューブによる企画製作）の第一弾として上演。演出家は鈴木裕美。
上演日程
- 7月12日 - 14日（杜のホールはしもと）※プレビュー公演
- 7月31日 - 8月11日（シアタークリエ）
- 8月16日 - 18日（サンケイホールブリーゼ）
- その他全国巡演
  - 7月25日 - 28日（長岡市立劇場・いわき芸術文化交流館）
  - 8月21日 - 31日（静岡市清水文化会館・日本特殊陶業市民会館・須崎市立市民文化会館・香川県県民ホール）

#### キャスト
- 鈴木杏… 千津[4]
- ブルゾンちえみ … 市子[4]
- 花乃まりあ … 愛、萠（2役）[注 1]
- シルビア・グラブ … 咲恵[4]